# Aletsch-Panoramaweg
Als Aletsch-Panoramaweg wird die Schweizer Wanderroute 39 (eine von 65 regionalen Routen) in den Berner Alpen bezeichnet. Sie beginnt auf der Belalp und führt in drei Etappen im Kanton Wallis über die Riederalp nach Bellwald.
Unterwegs hat man Ausblicke auf den Grossen Aletschgletscher sowie den Fieschergletscher; dabei geht es über zwei Hängebrücken.

## Etappen & Ausblicke
1. Belalp – Rieder Furka: 10 km, 3 3⁄4 Std.
2. Rieder Furka – Märjelensee: 11 km, 4 Std.
3. Märjelensee – Bellwald: 9 km, 3 1⁄2 Std.

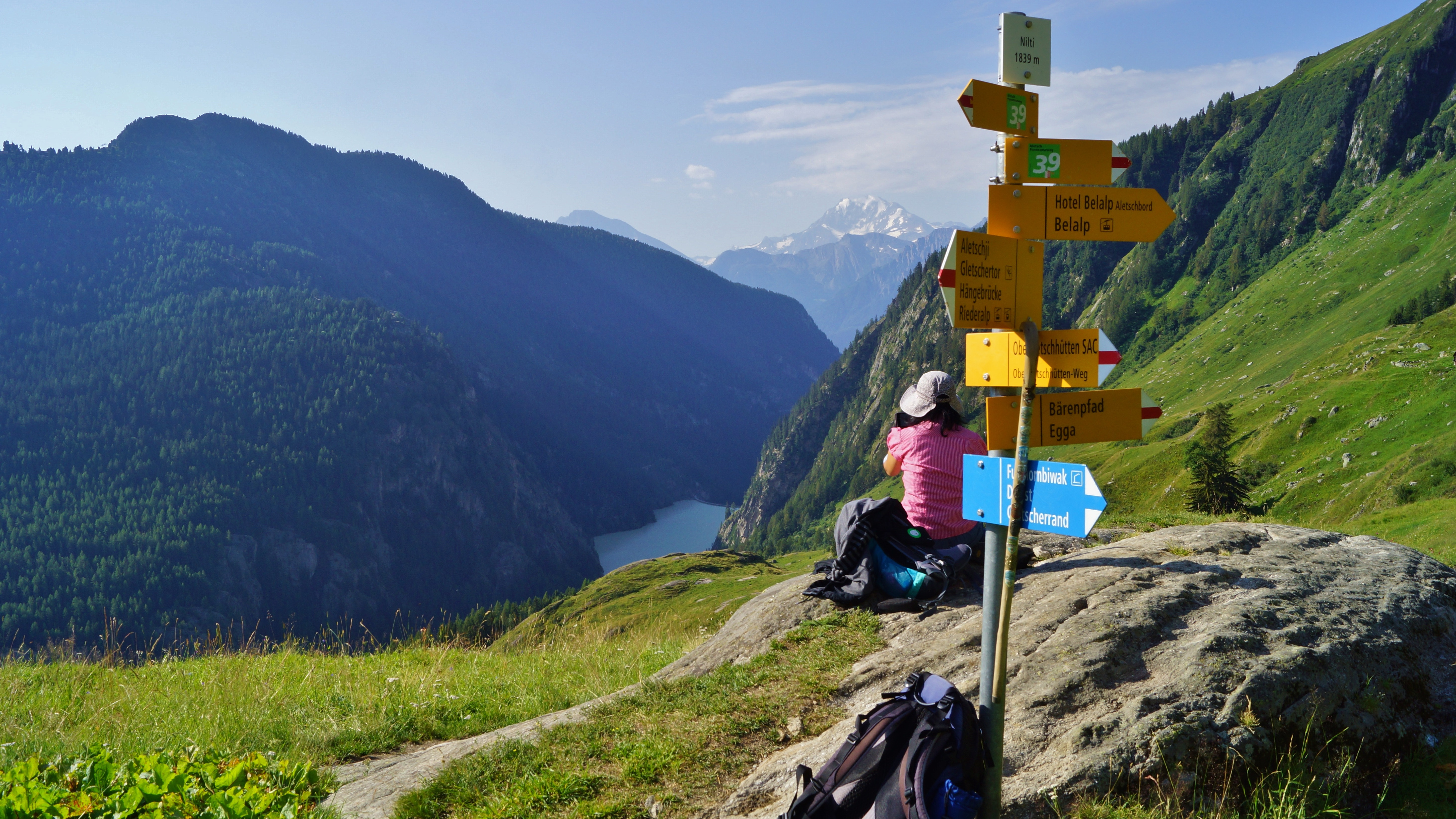
Von Nill 1839 m ü. M. zum Stausee Gibidum.
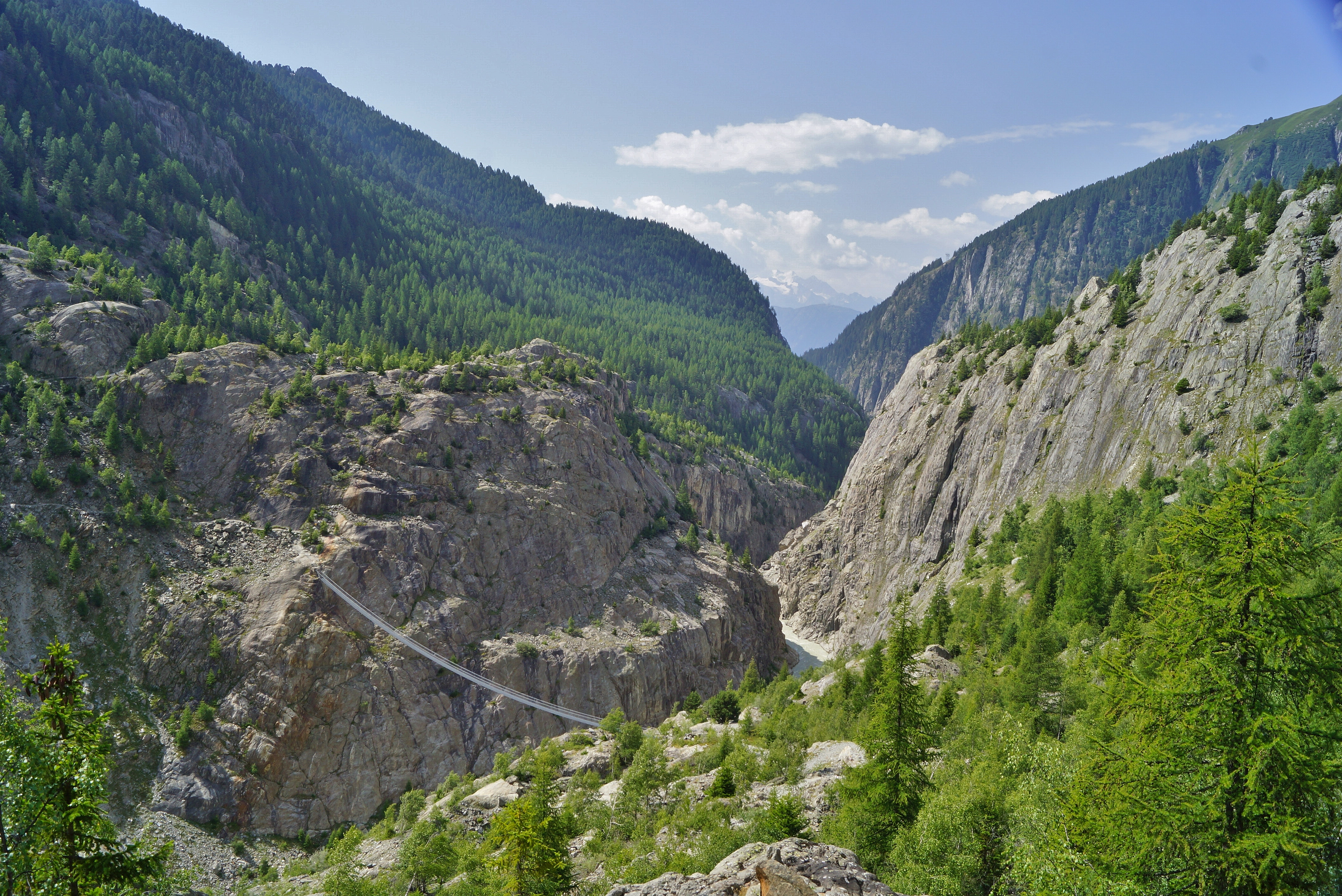
Massaschlucht mit Hängebrücke.
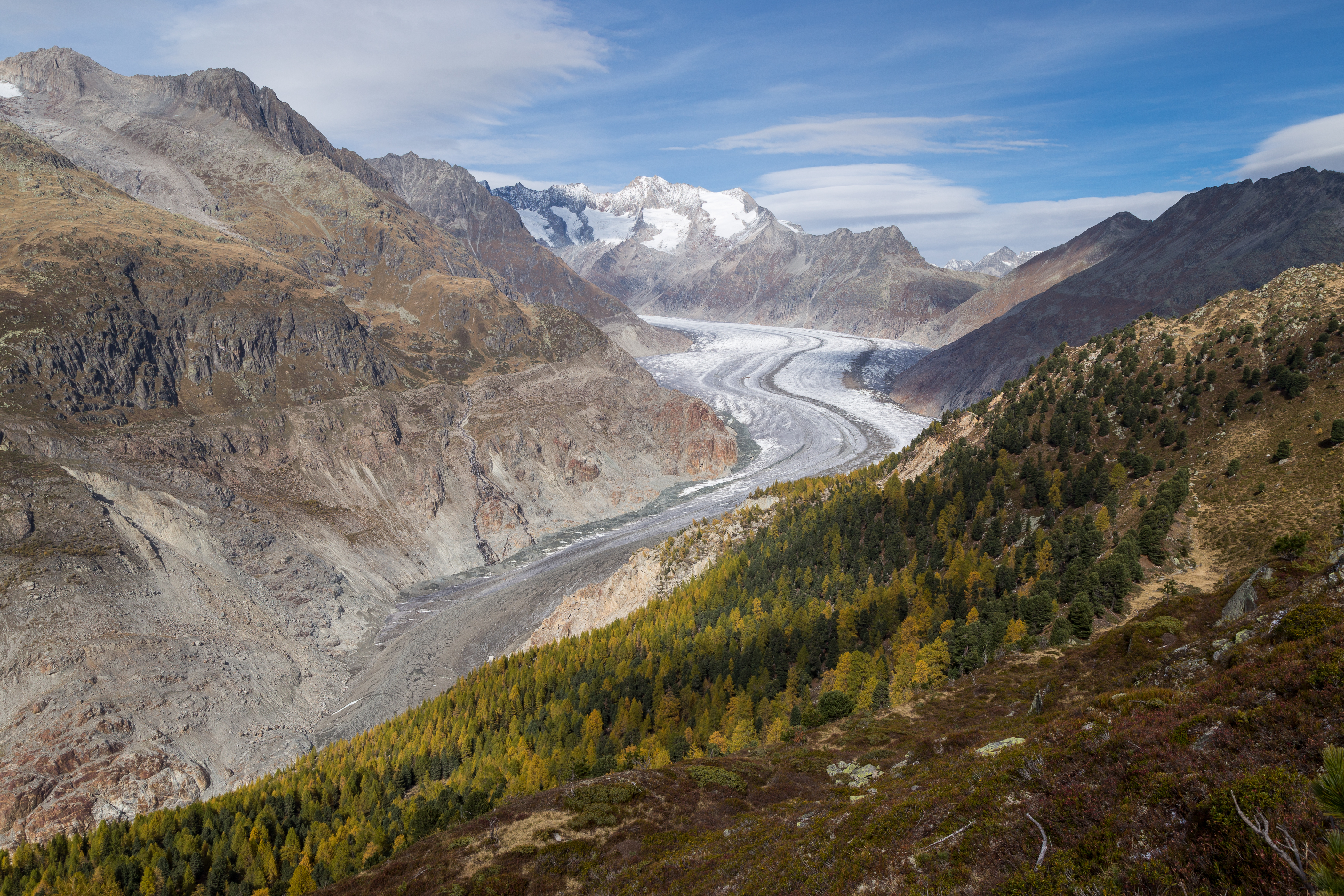
Hohfluh über Aletschwald > Aletschgletscher.
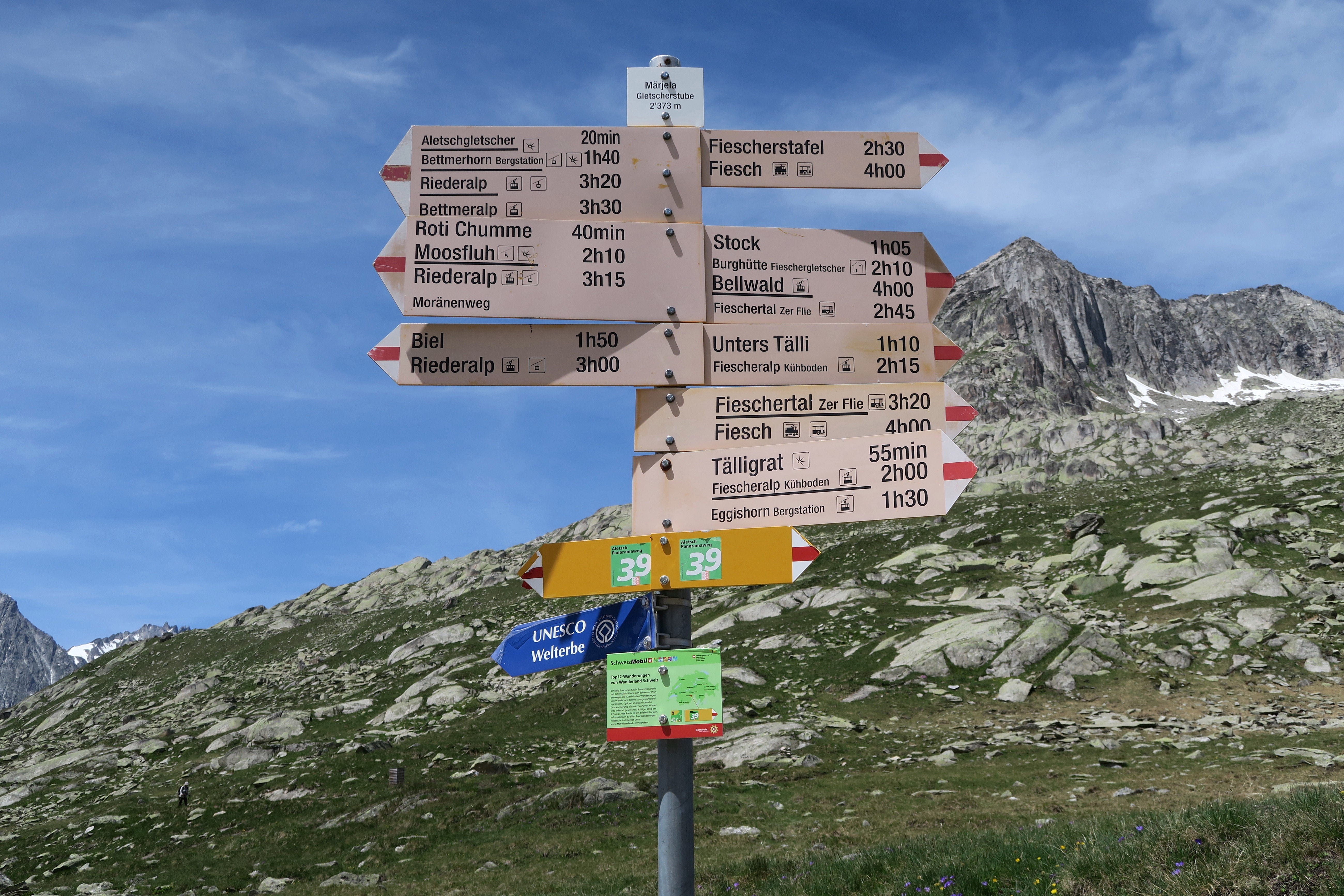
Wegweiser Märjela nahe der Gletscherstube.
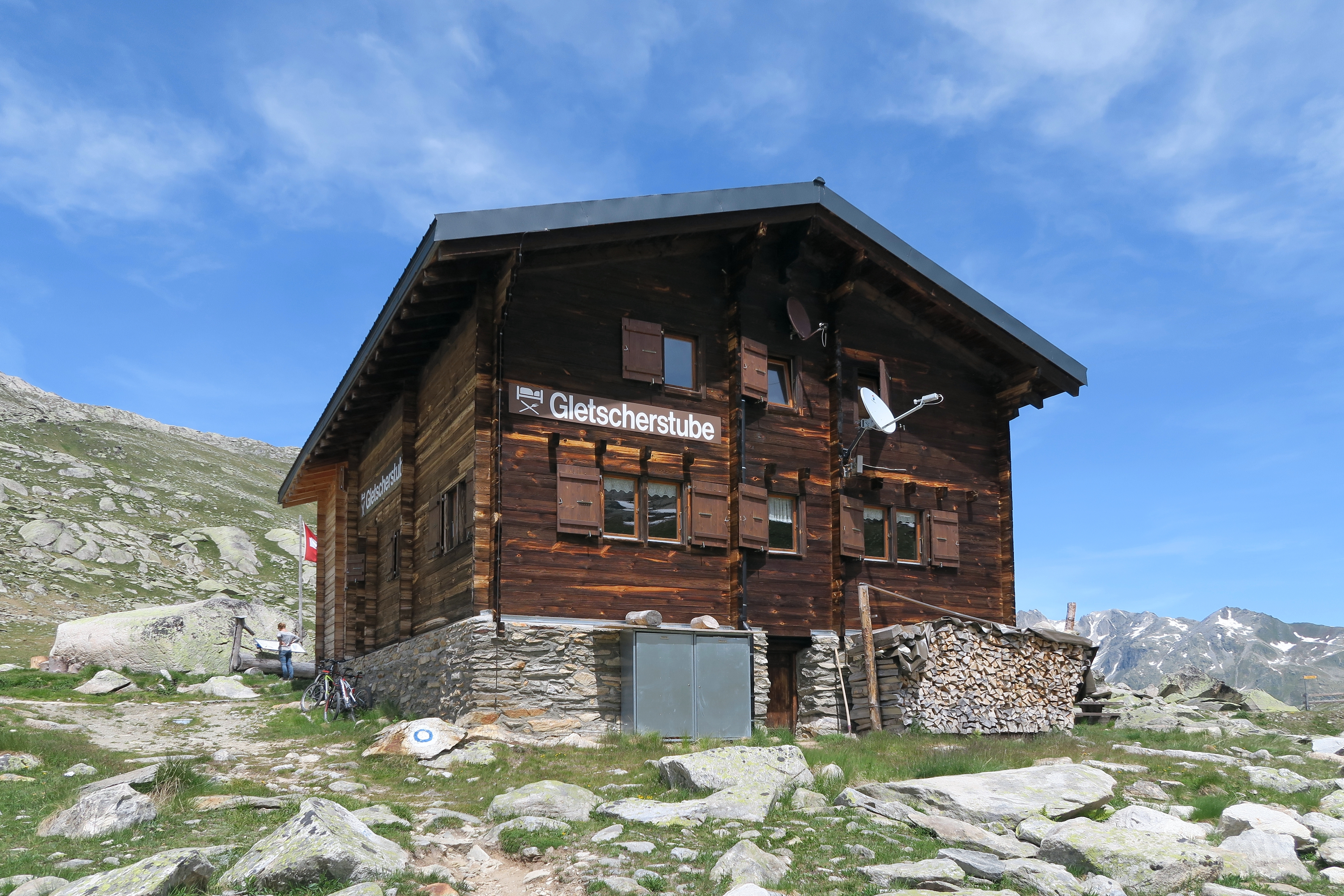
Gletscherstube am Märjelen-Stausee.

## Nachweis
1. ↑  Alle regionalen Routen bei «SchweizMobil».